# Paleofauna reptiliană Tuștea
Paleofauna reptiliană Tuștea este o arie protejată de interes național, inclusă în Geoparcului Dinozaurilor Țara Hațegului, care corespunde categoriei a IV-a IUCN (rezervație naturală, de tip paleontologic), situată în județul Hunedoara, pe teritoriul satului Tuștea, comuna General Berthelot.
Rezervația naturală cu o suprafață de 0,5 ha, situată în bazinul Depresiunii Hațeg, rezervația este importantă datorită depozitelor continentale din Cretacicul superior care aflorează aici și în care s-au găsit ouă, oase și embrioni de dinozauri .